# Amerikaanse auto in 1930
Dit artikel geeft een overzicht van alle Amerikaanse personenwagens geproduceerd in 1930 door een significante autoconstructeur. De auto's staan alfabetisch gerangschikt per merk. Hier staan enkel Amerikaanse merken, ongeacht of ze eigendom zijn van een niet-Amerikaans concern. Ook gaat het om constructeurs die algemeen bekend zijn met auto's die algemeen voor het publiek verkrijgbaar zijn. 
| Cadillac |                  | concern:                  | General Motors Verenigde Staten |
| Cadillac | divisie:         |                           |                                 |
| Cadillac | merk:            | Cadillac Verenigde Staten |                                 |
| Cadillac | model:           | V-16                      |                                 |
| Cadillac | einde productie: | 1940                      |                                 |
| Cadillac | productieaantal: | 4076                      |                                 |

| Chrysler |                  | concern:                  | Onafhankelijk |
| Chrysler | divisie:         |                           |               |
| Chrysler | merk:            | Chrysler Verenigde Staten |               |
| Chrysler | model:           | CM                        |               |
| Chrysler | einde productie: | 1935                      |               |
| Chrysler | productieaantal: | ?                         |               |

| Chrysler |                  | concern:                  | Onafhankelijk |
| Chrysler | divisie:         |                           |               |
| Chrysler | merk:            | Chrysler Verenigde Staten |               |
| Chrysler | model:           | 77                        |               |
| Chrysler | einde productie: | 1935                      |               |
| Chrysler | productieaantal: | ?                         |               |

| Hudson |                  | concern:                | Onafhankelijk |
| Hudson | divisie:         |                         |               |
| Hudson | merk:            | Hudson Verenigde Staten |               |
| Hudson | model:           | Great Eight             |               |
| Hudson | einde productie: | 1952                    |               |
| Hudson | productieaantal: | ?                       |               |

| Packard |                  | concern:                 | Onafhankelijk |
| Packard | divisie:         |                          |               |
| Packard | merk:            | Packard Verenigde Staten |               |
| Packard | model:           | 745                      |               |
| Packard | einde productie: | 1930                     |               |
| Packard | productieaantal: | ?                        |               |

| Packard |                  | concern:                 | Onafhankelijk |
| Packard | divisie:         |                          |               |
| Packard | merk:            | Packard Verenigde Staten |               |
| Packard | model:           | 840                      |               |
| Packard | einde productie: | 1935                     |               |
| Packard | productieaantal: | ?                        |               |

| Pierce-Arrow |                  | concern:                      | Studebaker Verenigde Staten |
| Pierce-Arrow | divisie:         |                               |                             |
| Pierce-Arrow | merk:            | Pierce-Arrow Verenigde Staten |                             |
| Pierce-Arrow | model:           | 54                            |                             |
| Pierce-Arrow | einde productie: | 1935                          |                             |
| Pierce-Arrow | productieaantal: | ?                             |                             |